# Пећински медвед
Пећински медвед (лат. Ursus spelaeus), изумрла је врста медведа, која је позната преко фосилних остатака и праисторијских цртежа на зидовима пећина настали током средњег и касног плеистоцена.
У областима у којима нису пронађени остаци пећинског медведа, откривени су остаци мрког медведа (лат. Ursus arctos). Пећински медвед је био већег раста, зуби су били прилагођени храни биљног порекла и имао је избочину на чеоном делу лобање. Остаци пронађени у Европи припадају јединкама које су угинуле током хибернације, старијим јединкама или младунцима, према чему се закључује да пећински медвед није био чест плен човека. Величина медведа се смањује током постглацијала.

## Станиште
Пећински медвед је живео широм Европе, од Шпаније до Евроазије, и од Италије и Грчке до Белгије. Било их је и у Немачкој, Пољској, Мађарској, Румунији и у неким деловима Русије и Србије. Не постоје докази да је овај медвед живео у северној Британији, Скандинавији и балтичким земљама, које су у то време биле под дубоким ледом. Највише остатака ове врсте пронађени су у Аустрији, Швајцарској, на југу Немачке, северној Италији, северној Шпанији, Хрватској, Мађарској и Румунији. Иако је у неким пећинама пронађен велики број скелета, научници верују да су скелети акумулирани у периоду од 100.000 година, што би значило отприлике 2 смртна случаја годишње.
У Србији су глава и више фрагмената пећинског медведа пронађени у једном од канала пећинског система у палезоиским мермерисаним кречњацима у близини села Брезовица код Трстеника.

## Фосили
- цели костур пећинског медведа
- лобања и кости пећинског медведа (Народни музеј Крушевац)

## Пећински цртежи
- илустрација цртежа пећинског лава, вунастог мамута, дивљег коња и пећинског медвједа са зида пећине Лес Кобарелес у близини града Дордоња у Француској
- илустрација цртежа два коња, ирваса и пећинског медвједа са зида пећине Гроте де ла Мари у близини града Дордоња у Француској